# Miyoshi (Aichi)
Miyoshi (Japans: みよし市, Miyoshi-shi) is een Japanse stad in de prefectuur Aichi. In 2014 telde de stad 61.566 inwoners.

## Geschiedenis
In 1958 kreeg Miyoshi het statuut van gemeente. Op 4 januari 2010 kreeg Miyoshi het statuut van stad (shi).

## Partnersteden
- Columbus, Verenigde Staten sinds 1995
- Shibetsu, Japan sinds 2000
- Kiso, Japan sinds 1983

Steden:
Aisai · Ama · Anjo · Chiryu · Chita · Gamagori · Handa · Hekinan · Ichinomiya · Inazawa · Inuyama · Iwakura · Kariya · Kasugai · Kitanagoya · Kiyosu · Komaki · Konan · Miyoshi · Nagakute · Nagoya (hoofdstad) · Nishio · Nisshin · Okazaki · Obu · Owariasahi · Seto · Shinshiro · Tahara · Takahama · Tokoname · Tokai · Toyoake · Toyohashi · Toyokawa · Toyota · Tsushima · Yatomi

Districten:
Aichi · Ama · Chita · Kitashitara · Nishikasugai · Niwa · Nukata
Gemeenten per district